# Elvebakken
Elvebakken est un village et l'un des trois arrondissements de la municipalité d'Alta, dans le comté de Finnmark, en Norvège. Il est situé le long de l'Altafjorden, dans le delta de la rivière Altaelva. Il constitue la partie orientale de la ville d'Alta.

La route européenne E6 traverse l'arrondissement et l'aéroport d'Alta est situé sur la rive du fjord.
Jusqu'en 2005, Elvebakken était le quartier général du district 17 de la garde nationale norvégienne. L'église Elvebakken de 1964 en béton et bois est située l'arrondissement tout comme la chapelle catholique St. Josef du XIXe siècle.
Le 1er janvier 2000, les villages de Bossekop, Alta et Elvebakken ont fusionné pour former la municipalité d'Alta.